# Hausanschlussnische
Eine Hausanschlussnische ist eine eng bemessene Örtlichkeit in einem Raum eines Hauses, welches nicht unterkellert ist. In der Hausanschlussnische befinden sich neben dem Hausanschluss auch die innen liegenden Anschlussleitungen und Betriebseinrichtungen für die Wasserver- und -entsorgung. Die Hausanschlussnische unterscheidet sich somit grundlegend von einer Hausanschlusswand und eines Hausanschlussraumes, wo die Anforderungen an diese Einrichtungen höher angesiedelt sind. Beispielsweise sind für eine Hausanschlussnische keine Mindestmaße vorgesehen, eine bestimmte lokalisierung, wie sie beispielsweise für einen Hausanschlussraum gelten und gewisse Mindestmaße einhalten müssen, sind ebenso wenig vorgesehen wie eine ständige Begehbarkeit, ohne die Privatsphäre dritter zu verletzen, wie dies beispielsweise bei der Hausanschlusswand vorgeschrieben sind.
In der Hausanschlussnische sind alle zur Versorgung des Hauses benötigten Einrichtungen übersichtlich nach Vorgaben installiert, um sie sicher bedienen und warten zu können.

## Normative Bestimmungen
Für die Hausanschlussnische gelten keine besonderen Normen. Jedoch muss die Nische mindestens die Maße einer gängigen Tür besitzen und somit eine Mindestbreite von 875 mm aufweisen, bei einer Mindesthöhe von 2000 mm. Die Tiefe der Nische soll 250 mm nicht unterschreiten.